# Staw Staszica
Der Staszic See (pl. Staw Staszica) in Polen ist ein Karsee im Tal hinter dem Mönch (pl. Dolina za Mnichem), einem Hängetal über dem Fischbachtal (pl. Dolina Rybiego Potoku) in der polnischen Hohen Tatra. Der Gletschersee befindet sich in der Gemeinde Bukowina Tatrzańska. Am See verläuft ein Wanderweg vom Tal hinter dem Mönch auf den Bergpass Wrota Chałubińskiego.
Der See ist nach dem polnischen Wissenschaftler Stanisław Staszica benannt, der die Tatra Anfang des 19. Jahrhunderts erforscht hat.